# 7 janvier
Pour les articles homonymes, voir Sept-Janvier.
7 décembre 7 février
Chronologies thématiques
- Croisades
- Ferroviaires
- Sports
- Disney
- Anarchisme
- Catholicisme

Abréviations / Voir aussi
- (° 1852) = né en 1852
- († 1885) = mort en 1885
- a.s. = calendrier julien
- n.s. = calendrier grégorien
- Calendrier
- Calendrier perpétuel
- Liste de calendriers
- Naissances du jour

Le 7 janvier est le 7e jour de l'année du calendrier grégorien.
Il reste 358 jours avant la fin de l'année, 359 lorsqu'elle est bissextile.
C'était généralement le 18e jour du mois de nivôse dans le calendrier républicain français, officiellement dénommé jour de la pierre à chaux.

## Événements

### XIIesiècle
- 1114 : Mathilde l'Emperesse épouse l'empereur romain germanique Henri V du Saint-Empire à Worms.

### XIVesiècle
- 1325 : Alphonse IV devient roi de Portugal.

### XVesiècle
- 1489 : invasion du duché de Bretagne par Charles VIII de France[1]. Début de la guerre folle.

### XVIesiècle
- 1558 : reprise de Calais par François de Guise[2].
- 1598 : mort de Fédor Ier et prise de pouvoir de Boris Godounov en Russie.

### XVIIesiècle
- 1608 : un incendie détruit la ville de Jamestown en Virginie.

### XVIIIesiècle
- 1789 : premières élections aux États-Unis.
- 1797 : le congrès cispadan à Reggio d'Émilie, réuni dans une salle par la suite nommée sala del tricolore, adopte un drapeau vert blanc rouge qui sera à l’origine de celui du royaume puis de la République italienne.

### XIXesiècle
- 1806 : occupation britannique de la colonie hollandaise du Cap au sud de l'Afrique[3].
- 1862 : bataille de Jenny's Creek remportée par les troupes de l'Union commandées par James Abram Garfield (guerre de sécession)[4].
- 1886 : le général français Georges Boulanger est nommé ministre de la Guerre.
- 1892 : Abbas II Hilmi succède à son père comme khédive en Égypte.

### XXesiècle
- 1905 : à Washington, pour la première fois, un Noir, M. Gran, accède à la haute fonction publique, soutenu par le président Theodore Roosevelt contre l'avis du Sénat[5].
- 1919 : début de la semaine tragique à Buenos Aires.
- 1935 : accord entre Pierre Laval et Mussolini sur l'Éthiopie.
- 1946 : l'Autriche est reconnue dans ses frontières de 1936.
- 1953 : le président Harry S. Truman révèle que les États-Unis possèdent la bombe nucléaire à hydrogène.
- 1959 : les États-Unis reconnaissent le régime cubain de Fidel Castro.
- 1972 : l'Inde noue des relations diplomatiques avec sa voisine la république populaire de Chine.
- 1979 : le gouvernement cambodgien de Pol Pot est renversé par des rebelles soutenus par le Viêt Nam.
- 1992 : la Serbie abat un hélicoptère de la CEE transportant cinq observateurs européens.
- 1996 : victoire d’Álvaro Arzú Irigoyen à l'élection présidentielle du Guatemala.

### XXIesiècle
- 2007 : le secrétaire général de l'ONU Ban Ki-moon demande la suspension de l'exécution des deux coaccusés de Saddam Hussein en Irak.
- 2010 : au Népal, accord sur les combattants mineurs entre les maoïstes, le gouvernement et l'Organisation des Nations unies et fin du blocage du Parlement[6].
- 2015 : attentat au siège du journal satirique français Charlie Hebdo. Au total, 12 personnes sont assassinées, dont celles citées plus loin[7].
- 2019 : au Gabon, une tentative de coup d’État échoue[8].

## Arts, culture et religion
- 1566 : le Grand Inquisiteur Michele Ghislieri est élu pape sous le nom de Pie V.
- 1841 : élection de Victor Hugo à l'Académie française (fauteuil 14).
- 1929 : première publication de la bande dessinée de Tarzan inspirée du récit de l’Américain Edgar Rice Burroughs en 1912. L’auteur de l'illustré a déposé son "Tarzan" en tant que marque commerciale[9].
- 2002 : le couturier français Yves Saint Laurent annonce son départ de la maison de couture qu'il a fondée quarante années plus tôt avec son compagnon Pierre Bergé[10].
- 2013 : des archéologues authentifient la tombe du pharaon égyptien Sobekhotep Ier.
- 2018 : 75e cérémonie des Golden Globes à Beverly Hills en Californie[11].

## Sciences et techniques
- 1610 : le savant italien Galilée observe pour la première fois des petits astres autour de Jupiter. Après trois semaines d'observation il comprend qu'il s'agit de satellites naturels de ladite planète géante gazeuse[12].
- 1714 : Henry Mill dépose le premier brevet pour une machine à écrire[13].
- 1785 : Jean-Pierre Blanchard et John Jeffries traversent la Manche de Douvres à Calais en 2 heures et 25 minutes à bord d'un ballon gonflé à l'hydrogène[14].
- 1910 : Hubert Latham est le premier pilote d'avion à dépasser les 1 000 mètres d'altitude[15].
- 1914 : un premier navire franchit le canal de Panama.
- 1927 : première communication téléphonique internationale entre New York et Londres[16].

## Économie et société
- 1918 : création des chèques postaux[17].
- 1922 : première collision aérienne de l'histoire entre deux avions de ligne, un De Havilland DH.18 et un Farman F.60, au-dessus de Thieuloy-Saint-Antoine en France.
- 1975 : les pays de l'OPEP s'entendent pour augmenter le prix du pétrole brut de 10 %[18].
- 2017 : en Syrie, un attentat de l'organisation État islamique dans la ville d'Azaz tenue par les rebelles tue au moins 48 personnes[19].
- 2019 : démission du président de la Banque mondiale, le médecin américain d'origine sud-coréenne Jim Yong Kim[20].
- 2025 : 
  - au Tibet, un séisme fait une centaine de morts[21].
  - aux États-Unis, une série d'incendies touche la région métropolitaine de Los Angeles et les régions environnantes et font 28 morts, endommage plus de 2 000 bâtiments et force plus de 130 000 personnes à évacuer[22]

## Naissances

### XVIesiècle
- 1502 : Grégoire XIII (Ugo Boncompagni dit), 226e pape, en fonction de 1572 à 1585 († 1585).
- 1528 : Jeanne d'Albret, reine de Navarre de 1555 à 1572, mère du roi Henri IV († 1572).

### XVIIesiècle
- 1638 : Filippo Bonanni, jésuite, scientifique et collectionneur italien († 1725).

### XVIIIesiècle
- 1745 : Johan Christian Fabricius, entomologiste et économiste danois († 1808).
- 1750 : Jean-Xavier Bureau de Pusy, ingénieur militaire et homme politique français († 2 février 1806).
- 1764 : François-Xavier Donzelot, militaire français († 1843).
- 1768 : Joseph Bonaparte, frère aîné de Napoléon Ier († 28 juillet 1844[23]).
- 1778 : Luigi Lodigiani, relieur italien († 1843).
- 1794 : Eilhard Mitscherlich, chimiste allemand († 1863).
- 1796 : Charlotte de Galles, princesse de Grande-Bretagne († 1817).
- 1800 :
  - Millard Fillmore, juriste et homme politique américain, 13e président des États-Unis, en fonction de 1850 à 1853 († 1874).
  - Moritz-Daniel Oppenheim, peintre prussien († 26 février 1882).

### XIXesiècle
- 1827 : Sandford Fleming, ingénieur et inventeur canadien († 1915).
- 1830: Albert Bierstadt, peintre américain.
- 1844 : Bernadette Soubirous, témoin d'une apparition mariale et sainte catholique française († 1879)[23].
- 1858 : Eliézer Ben Yehoudah (אֱלִיעֶזֶר בֶּן־יְהוּדָה), philologue biélorusse, fondateur de l'hébreu moderne († 1922).
- 1871 : Émile Borel, mathématicien et homme politique français († 1956).
- 1872 : Édouard Autant, époux Lara, architecte et libre-penseur français († 1964).
- 1873 : 
  - Charles Péguy, homme de lettres français († 1914)[23].
  - Adolph Zukor, producteur de cinéma d’origine hongroise († 1976).
- 1886 :
  - René Buzelin, journaliste français († 31 janvier 1969).
  - Neville William Cayley, ornithologue australien († 17 mars 1950).
  - Amedeo Maiuri, archéologue italien († 7 avril 1963).
  - Alphonse Neyens, homme politique luxembourgeois († 7 septembre 1971).
  - Jeanne Thieffry, compositrice et pianiste française († 1970).
  - Fritz Zeckendorf, scénariste allemand († mai 1943).
- 1890 : Henny Porten, actrice allemande († 1960).
- 1891 : Zora Neale Hurston, romancière américaine.
- 1894 : Maximilien Kolbe, religieux polonais et saint catholique († 1941).
- 1895 : Clara Haskil, pianiste roumaine naturalisée suisse († 7 décembre 1960).
- 1899 : Francis Poulenc, pianiste et compositeur français († 30 janvier 1963)[23].
- 1900 :
  - Arvo Haavisto, lutteur finlandais champion olympique († 22 avril 1977).
  - Robert Le Vigan (Robert-Charles-Alexandre Coquillaud dit), acteur français († 12 octobre 1972)[23].
  - Ludovic Massé, écrivain français († 24 août 1982).

### XXesiècle
- 1903 : Alan Napier, acteur britannique († 8 août 1988).
- 1906 : Bobbi Trout, aviatrice américaine († 24 janvier 2003).
- 1907 : Raymond Paley, mathématicien britannique († 7 avril 1933).
- 1908 : Marcelle Devaud, femme politique française († 4 septembre 2008).
- 1909 : Philippe Daudet, fils de l'écrivain Léon Daudet († 24 novembre 1923).
- 1910 : 
  - Orval Faubus, homme politique américain († 14 décembre 1994).
  - Frank Lubin, joueur de basket-ball américain, d'origine lituanienne († 8 juillet 1999).
- 1911 : 
  - Thelma « Butterfly » McQueen, actrice américaine († 22 décembre 1995).
  - René Bougnol, escrimeur français double champion olympique  († 20 juin 1956).
- 1912 : Günter Wand, chef d'orchestre allemand († 14 février 2002).
- 1913 : John Robert « Johnny » Mize, joueur de baseball américain († 2 juin 1993).
- 1914 :
  - Pepe Bienvenida (José Mejías Jiménez dit), matador espagnol († 3 mars 1968).
  - Anja Elkoff, chanteuse d'opérette allemande († 7 octobre 1992).
- 1916 : 
  - Elena Ceaușescu, épouse de Nicolae Ceaușescu († 25 décembre 1989).
  - Walter « Babe » Pratt, hockeyeur sur glace canadien († 16 décembre 1988).
  - Paul Keres, joueur d'échecs estonien († 5 juin 1975).
- 1920 : Vincent Gardenia, acteur américain d’origine italienne († 9 décembre 1992).
- 1922 :
  - Mario Almada, acteur mexicain († 4 octobre 2016).
  - Alvin Dark, joueur et gérant de baseball américain († 13 novembre 2014).
  - Jean-Pierre Rampal, flûtiste et chef d'orchestre français († 20 mai 2000)[23].
- 1925 : 
  - Pierre Gripari, écrivain français († 23 décembre 1990)[23].
  - Gerald Durrell, naturaliste, écrivain et présentateur de télévision anglais († 30 janvier 1995).
  - David Schildkraut, saxophoniste de jazz américain († 1er janvier 1998).
- 1926 : Omer Šipraga, homme politique bosnien († 7 avril 2012).
- 1928 : 
  - William Peter Blatty, scénariste, réalisateur et producteur américain († 12 janvier 2017).
  - Michel Crouzet, universitaire français spécialiste de la littérature romantique († 29 septembre 2023).
- 1929 : 
  - Élie Buzyn, chirurgien orthopédique franco-polonais survivant et témoin de la Shoah († 23 mai 2022).
  - Terry Moore, actrice américaine.
- 1932 : Max Gallo, homme de lettres, homme politique et académicien français († 18 juillet 2017)[23].
- 1934 :
  - Jean Corbeil, homme politique québécois († 25 juin 2002).
  - Charlie Jenkins, athlète américain, spécialiste du 400 m.
  - Tassos Papadopoulos, homme politique chypriote grec, président de la république de Chypre († 12 décembre 2008).
- 1935 : Valeri Koubassov (Валерий Николаевич Кубасов), cosmonaute soviétique († 19 février 2014).
- 1936 :
  - Cécile Gagnon, auteure et illustratrice canadienne de contes pour enfants.
  - François Saint-Macary, homme d'Église français ancien évêque en Bretagne-Est († 26 mars 2007).
- 1938 :
  - Roland Topor, homme de lettres français († 16 avril 1997)[23].
- 1939 voire 40 : 
  - Michel de Grèce, membre de la famille Royale de Grèce, écrivain et historien († 28 juillet 2024).
  - Tom Kiernan, joueur de rugby irlandais († 3 février 2022).
  - Rosina Wachtmeister, peintre autrichienne.
- 1941 :
  - Iona Brown, violoniste et chef d'orchestre britannique († 5 juin 2004).
  - Frederick Drew Gregory, astronaute américain.
- 1942 :
  - Vassili Alexeiev (Василий Иванович Алексеев), haltérophile russe († 25 novembre 2011).
  - James Kenneth « Jim » Lefebvre, joueur de baseball, instructeur et gérant des Ligues majeures.
  - Jörg Lucke, rameur allemand double champion olympique.
- 1944 : Georges Othily, homme politique français († 18 décembre 2017).
- 1945 : 
  - Anthony Richard « Tony » Conigliaro, joueur de baseball américain († 24 février 1990).
  - Shulamith Firestone, écrivaine et militante féministe canadienne († 28 août 2012).
- 1947 : Sergio Custodio, professeur, écrivain et humaniste guatémaltèque († 24 juillet 2020).
- 1948 : Kenneth Clark « Kenny » Loggins, chanteur américain.
- 1949 : Robert Lavoie, acteur canadien († 3 décembre 2018).
- 1950 : Ross Grimsley, joueur de baseball professionnel américain.
- 1951 : Talgat Musabayev (Талғат Аманкелдіұлы Мусабаев), cosmonaute russe.
- 1952 : Sammo Hung Kam-Bo (洪金寶), réalisateur hongkongais.
- 1956 :
  - David Caruso, comédien américain.
  - Michael Dennis « Mike » Liut, hockeyeur sur glace canadien.
- 1958 :
  - Massimo Biasion, pilote de rallye automobile italien.
  - Linda Kozlowski, actrice américaine.
- 1959 : Marie Desplechin, écrivaine française.
- 1961 : Catherine Mavrikakis, écrivaine, essayiste et enseignante universitaire québécoise.
- 1962 : Florica Lavric, rameuse d'aviron roumaine championne olympique († 20 juin 2014).
- 1963 : Clinton Darryl « Clint » Mansell, compositeur britannique.
- 1964 :
  - Nicolas Cage, acteur américain.
  - Christian Louboutin, styliste français.
- 1965 :
  - Jean-Marc Laurent, animateur de radio et télévision français.
  - Christophe Ruggia, réalisateur français.
- 1966 : Carolyn Bessette, mannequin américaine, épouse de John Fitzgerald Kennedy, Jr. († 16 juillet 1999).
- 1967 : Irfan Khan, acteur indien († 29 avril 2020).
- 1969 : Marco Simone, footballeur puis entraîneur et consultant TV italien.
- 1970 : Jean-Marc Nollet, politicien belge.
- 1971 : Jeremy Renner, acteur et chanteur américain.
- 1972 : Donald Brashear, joueur de hockey sur glace canadien d’origine américaine.
- 1975 : Rob Waddell, rameur néo-zélandais champion olympique.
- 1976 :
  - Éric Gagné, joueur de baseball canadien.
  - Alfonso Soriano, joueur de baseball dominicain.
- 1977 :
  - Dustin Diamond, acteur, réalisateur, stand-upper et musicien américain († 1er février 2021).
  - Brent Sopel, hockeyeur sur glace canadien.
  - Marco Storari, footballeur italien.
  - Sofi Oksanen, écrivaine finlandaise.
- 1978 : Emilio Palma, premier « natif » du continent Antarctique.
- 1979 : Fabiola Zuluaga, joueuse de tennis colombienne.
- 1980 : David Arroyo, cycliste sur route espagnol.
- 1982 : 
  - Lauren Cohan, actrice américano-britannique.
  - Francisco Rodriguez, joueur de baseball vénézuélien.
- 1983 :
  - Edwin Encarnacion, joueur de baseball dominicain.
  - Cappie Pondexter, basketteuse américaine.
- 1985 : Lewis Hamilton, pilote de F1 britannique.
- 1986 : Jinxx (Jeremy Miles Ferguson dit), guitariste, violoniste et pianiste américain.
- 1987 : 
  - Davide Astori, footballeur italien († 4 mars 2018).
  - Lyndsy Fonseca, actrice et mannequin américaine.
- 1988 : 
  - Hardwell (Robbert van de Corput dit), disc-jockey hollandais.
  - Robert Sheehan, acteur irlandais.
  - Haley Bennett, chanteuse américaine.
- 1989 :
  - John Degenkolb, cycliste sur route allemand.
- 1990 : Gregor Schlierenzauer, sauteur à ski autrichien.
- 1991 :
  - Clément Grenier, footballeur français.
  - Eden Hazard, footballeur belge.
  - Roberto Pereyra, footballeur argentin.
  - Caster Semenya, athlète de demi-fond sud-africaine.
- 1993 : Jan Oblak, footballeur slovène.
- 1997 : Ayumi Ishida (石田亜佑美), chanteuse japonaise.

### XXIesiècle
- 2007 : Chloe Chua, violoniste singapourienne.

## Mariage
- 1937 : Juliana (reine des Pays-Bas) épouse Bernhard de Lippe-Biesterfeld à La Haye.

## Décès

### IXesiècle
- 810 : Widukind le Grand, duc de Saxe (° vers 755).
- 856 : saint Aldric du Mans, évêque du Mans défricheur de forêts (° vers 800).

### XIIIesiècle
- 1285 : Charles Ier d'Anjou, frère de Louis IX roi de Sicile de 1266 à 1282 (° 1227).

### XVesiècle
- 1451 : Amédée VIII, duc de Savoie de 1391 à 1440, antipape sous le nom de Félix V (° 4 septembre 1383).

### XVIesiècle
- 1536 : Catherine d'Aragon, reine consort d'Angleterre de 1509 à 1533 comme première épouse de Henry VIII (° 16 décembre 1485).
- 1598 : Fédor Ier (Фёдор I Иоаннович), tsar de Russie de 1584 à 1598 (° 31 mai 1557).

### XVIIesiècle
- 1619 : Nicholas Hilliard, orfèvre et enlumineur anglais (° vers 1547).
- 1655 : Innocent X (Giovanni Battista Pamphili dit), 236e pape, en fonction de 1644 à 1655 (° 6 mai 1574).

### XVIIIesiècle
- 1715 : Fénelon (François de Salignac de La Mothe-Fénelon dit), homme d'Église et écrivain français (° 6 août 1651).

### XIXesiècle
- 1812 : Raffaele Albertolli, peintre italien (° 21 septembre 1770).
- 1862 : Jean-Baptiste Joseph Debay, sculpteur français (° 30 août 1802).
- 1874 : Ernesto Cavallini, clarinettiste italien (° 30 août 1807).
- 1878 : François-Vincent Raspail, chimiste, médecin et homme politique français (° 29 janvier 1794).
- 1885 : François Frichon Duvignaud de Vorys, homme politique français (° 15 août 1800).
- 1886 :
  - Richard Dadd, peintre anglais (° 1er août 1817).
  - Léon Gaucherel, graveur et peintre français (° 21 mai 1816).
  - John Morris, géologue britannique (° 19 février 1810).
- 1891 : Wilhelm Taubert, compositeur allemand (° 23 mars 1811).
- 1893 : Jožef Stefan, physicien slovène (° 24 mars 1835).

### XXesiècle
- 1905 : Paul Ceresole, homme politique suisse, conseiller fédéral et président de la Confédération (° 16 novembre 1832).
- 1932 : André Maginot, homme politique français (° 17 février 1877).
- 1943 : Nikola Tesla, ingénieur américain d'origine serbe (° 10 juillet 1856).
- 1947 : « El Algabeño » (José García Rodríguez dit), matador espagnol (° 21 septembre 1875).
- 1950 : Alfonso Daniel Rodríguez Castelao, écrivain et homme politique espagnol (° 30 janvier 1886).
- 1951 :
  - Lucien Cuénot, biologiste et généticien français, académicien ès sciences (° 21 octobre 1866).
  - René Guénon, métaphysicien français (° 15 novembre 1886).
- 1963 : György Gál, un journaliste Hongrois (º 14 juin 1912).
- 1974 : Louis-Philippe Paré, enseignant québécois (° 1896).
- 1980 : Sarah Selby, actrice américaine de cinéma et de télévision (° 30 août 1905).
- 1984 : Alfred Kastler, physicien français académicien ès sciences, prix Nobel de physique en 1966 (° 3 mai 1902).
- 1988 : 
  - Michel Auclair (Vladimir Vujovic dit), acteur français (° 14 septembre 1922).
  - Trevor Howard (Trevor Wallace Howard-Smith dit), acteur britannique (° 29 septembre 1913).
  - Paul Mercey, acteur français (° 10 janvier 1923).
- 1989 : 
  - Hirohito (昭和), empereur du Japon de 1926 à 1989 (° 29 avril 1901).
  - Jacques Zouvi, acteur québécois né en France (° 23 mai 1931).
- 1991 : Magdalena Spínola, poétesse, journaliste et féministe guatémaltèque (° 26 décembre 1896).
- 1992 : Richard Hunt, marionnettiste, acteur et réalisateur américain (° 16 août 1951).
- 1996 : Tarō Okamoto, peintre japonais (° 26 février 1911).
- 1997 : Sándor Végh, violoniste et chef d'orchestre hongrois (° 17 mai 1912).
- 1998 : 
  - Rédouane Bougara, kick-boxeur français (° 26 avril 1972).
  - Jacqueline deWit, actrice américaine (° 26 septembre 1912).
  - Richard Hamming, mathématicien américain (° 11 février 1915).
  - Slava Metreveli, footballeur soviétique puis géorgien (° 30 mai 1936).
  - Vladimir Prelog, chimiste helvético-croate, prix Nobel de chimie 1975 (° 23 juillet 1906).
  - Frank Roberts, diplomate britannique (° 27 octobre 1907).
  - Lawrence Treat, romancier et essayiste américain (° 21 décembre 1903).
- 1999 : 
  - Nikolaï Parfionov, acteur soviétique puis russe (° 26 juillet 1912).
  - Rostislav Rostislavovitch de Russie, prince de Russie issu de la Maison de Holstein-Gottorp-Romanov (° 24 novembre 1938).
- 2000 : Makhmud Esambayev, danseur soviétique puis russe (° 15 juillet 1924).

### XXIesiècle
- 2001 : 
  - Charles Cameron, illusionniste écossais (° 31 octobre 1927).
  - James Carr, chanteur de soul américain (° 13 juin 1942).
  - Johan van der Keuken, réalisateur et photographe néerlandais (° 4 avril 1938).
- 2002 : René Étiemble, écrivain français (° 26 janvier 1909).
- 2004 :
  - Piotr Kowalski, sculpteur et architecte polonais (° 2 mars 1927).
  - Ingrid Thulin, actrice suédoise (° 27 janvier 1926).
- 2005 : 
  - Pierre Daninos, écrivain français (° 26 mai 1913).
  - Rosemary Kennedy, sœur du président américain John Fitzgerald Kennedy (° 13 septembre 1918).
  - Rossana Maiorca, apnéiste italienne (° 1960).
- 2006 : 
  - Heinrich Harrer, alpiniste autrichien (° 6 juillet 1912).
  - Alf McMichael, footballeur nord-irlandais (° 1er octobre 1927).
  - Gábor Zavadszky, footballeur hongrois (° 10 septembre 1974).
- 2007 :
  - Magnús Magnússon, présentateur de télévision, journaliste, traducteur et écrivain britannico-islandais (° 12 octobre 1929).
  - Ernesto Martínez, volleyeur cubain (° 20 novembre 1951).
- 2008 :
  - Philip Agee, agent de renseignement américain, allemand et grenadin (° 19 juillet 1935).
  - Njoo Kiem Bie, joueur de badminton indonésien (° 17 septembre 1927).
  - John Braspennincx, cycliste sur route néerlandais (° 24 mai 1914).
  - Maryvonne Dupureur, athlète de demi-fond française (° 24 mai 1937).
  - Detlef Kraus, pianiste allemand (° 30 novembre 1919).
  - Hans Monderman, ingénieur urbaniste néerlandais (° 19 novembre 1945).
  - Marcel Mouly, peintre français (° 6 février 1918).
  - Alwyn Schlebusch, avocat et homme politique sud-africain (° 16 septembre 1917).
- 2010 : Philippe Séguin, homme politique français (° 21 avril 1943).
- 2011 :
  - Serge Christiaenssens, acteur et artiste-peintre québécois (° 9 avril 1944).
  - Oustaz Cheikh Tidiane Gaye, islamologue et écrivain arabophone sénégalais (° 10 mars 1951).
- 2014 : René Ginet, zoologiste et spéléologue français (° 24 septembre 1927).
- 2015 : 
  - Rod Taylor, acteur australien (° 11 janvier 1930).
  - Plusieurs victimes directes de l'attentat contre le journal satirique français Charlie Hebdo, dont :
    - Cabu (Jean Cabut dit), caricaturiste français (° 13 janvier 1938).
    - Elsa Cayat, psychanalyste française et chroniqueuse (° 9 mars 1960).
    - Charb (Stéphane Charbonnier dit), dessinateur satirique, journaliste et directeur français de l'hebdomadaire (° 21 août 1967),
    - Honoré (Philippe Honoré), dessinateur de presse français (° 25 novembre 1941).
    - Bernard Maris (dit parfois « oncle Bernard »), économiste et chroniqueur français (° 23 septembre 1946).
    - Mustapha Ourrad, correcteur (° 21 juin 1954).
    - Michel Renaud, journaliste et voyageur français (° 6 février 1945).
    - Tignous (Bernard Verlhac dit), caricaturiste et dessinateur de presse français (° 21 août 1957).
    - Georges Wolinski, dessinateur de presse français (° 28 juin 1934).
- 2016 :
  - André Courrèges, couturier français (° 9 mars 1923).
  - Ashraf Pahlavi (اشرف پهلوی), princesse iranienne, sœur jumelle du dernier shah d'Iran (° 26 octobre 1919).
- 2017 : Mário Soares, homme d'État portugais (° 7 décembre 1924).
- 2018 : France Gall, chanteuse française (° 9 octobre 1947).
- 2020 :
  - Jacques Dessange (Hubert, de son vrai prénom), coiffeur et homme d'affaires français (° 5 décembre 1925).
  - Ana Lucrecia Taglioretti, pianiste paraguayenne (° 25 décembre 1995).
- 2021 : 
  - Michael Apted, réalisateur anglais de cinéma (° 10 février 1941).
  - Volodymyr Kyselyov, athlète ukrainien champion olympique du lancer du poids (° 1er janvier 1957).
  - Marion Ramsey, actrice américaine (° 10 mai 1947).
- 2022 :
  - Stéphane Blet, pianiste, compositeur et polémiste français (° 9 mars 1969).
  - Laurence Boissier, artiste, et auteure suisse (° 12 août 1965).
  - Guy Cavagnac, réalisateur et producteur indépendant français (° 15 septembre 1934).
  - Mino De Rossi, coureur cycliste sur piste et sur route italien (° 21 mai 1931).
  - Jack Dromey, homme politique et syndicaliste britannique (° 29 septembre 1948).
  - José Évrard, homme politique français (° 17 juillet 1945).
  - Mark Forest, culturiste et acteur américain (° 6 janvier 1933).
- 2023 : 
  - Russell Banks, écrivain américain (° 28 mars 1940).
  - Miroslav Celler, joueur de squash slovaque (° 7 mai 1991).
  - Djão, footballeur portugais (° 16 août 1958).
  - Marcelle Engelen Faber, résistante française (° 3 août 1923).
  - Henri Heurtebise, poète et éditeur français (° 14 février 1936).
  - Yuri Manin, mathématicien soviétique puis russe et allemand (° 16 février 1937).
  - Modeste M'Bami, footballeur international camerounais (° 9 octobre 1982).
  - Adam Rich, acteur américain (° 12 octobre 1968).
  - Kenneth Scotland, joueur de rugby à XV écossais (° 29 août 1936).
- 2024 :
  - Alessandro Argenton, cavalier italien (° 11 février 1937).
  - Franz Beckenbauer, footballeur international puis entraîneur allemand (° 11 septembre 1945).
  - Menachem Daum, cinéaste, documentaliste juif orthodoxe américain (° 5 octobre 1946).
  - Georges Ferdinandy, enseignant, critique littéraire et écrivain hongrois (° 11 octobre 1935).
  - Barton Jahncke, skipper américain (° 5 août 1939).
  - André Ludwig, supercentenaire français (° 6 juin 1912).
  - Mateusz Rutkowski, sauteur à ski polonais (° 28 avril 1986).
- 2025 : 
  - Marcel Barouh, pongiste français (° 16 janvier 1971).
  - Carolyn Brown, danseuse, chorégraphe, pédagogue et écrivaine américaine (° 26 septembre 1927).
  - Lucien Cariat, homme politique belge (° 17 octobre 1939).
  - Barbara Clegg, actrice et scénariste britannique (° 1er mars 1926).
  - Gilles Dreu, chanteur français (° 31 juillet 1934).
  - Alan Emrich, journaliste de jeu vidéo et un game designer américain (° 1er octobre 1959).
  - Lim Kimya, homme politique franco-cambodgien (° 1951) ou 1952).
  - Jean-Marie Le Pen, homme politique français (° 20 juin 1928).
  - Mirosława Marcheluk, actrice de théâtre, de cinéma et de télévision polonaise (° 11 mars 1939).
  - Walter Martos, homme politique péruvien (° 2 novembre 1957).
  - Brian Matusz, joueur de baseball américain (° 11 février 1987).
  - Abdelkader Ould Makhloufi, boxeur algérien (° 26 mai 1944).
  - Petya Pendareva, athlète de sprint bulgare (° 20 janvier 1971).

## Célébrations

### Nationales
- Plusieurs pays d'Europe : « fête de la quenouille » ainsi que d'autres variantes locales telles qu'en Provence (France) lei fieloua honorant les fileuses et célébrant le retour de la lumière après la longue nuit hivernale[24].
- Cambodge : victoire sur le régime de génocide commémorant la fin du régime khmer rouge après sa défaite contre les Vietnamiens en 1979[25],[26].
- Italie : festa del Tricolore ou « fête du drapeau national ».
- Japon : nanakusa no sekku ou « fête des sept herbes », très ancienne coutume japonaise qui consiste à manger un kayu aux sept herbes (七草粥, nanakusa-gayu) le 7 janvier (Jinjitsu).

### Religieuse
- Christianisme orthodoxe : fête de Noël ou Noëls russe et autres slaves, grec, etc. ou orthodoxe[27], ce 7 janvier correspondant au 25 décembre du calendrier julien, depuis 1901 et jusqu'en 2100.

### Saints des Églises chrétiennes

#### Saints catholiques et orthodoxes du jour
Saints catholiques et orthodoxes :
- Aldric du Mans († 856), 27e évêque du Mans.
- Anastase de Sens († 977), 41e évêque de Sens.
- Crispin de Pavie († 467), 7e évêque de Pavie.
- Cyr († 714), patriarche de Constantinople.
- Lucien d'Antioche († 312), prêtre et martyr à Nicomédie.
- Polyeucte de Mélitène († 259), martyr (date arménienne) - fêté le 13 février en Occident - 9 janvier en Orient.
- Reynold de Cologne († 960) — ou « Renaud » —, moine à Cologne, martyr par la main d'un tailleur de pierre jaloux.
- Sanctin († 312) — ou « Santin » —, 14e évêque de Senlis.
- Tillon († 702) — ou « Thillon » ou « Théau »  —, esclave saxon racheté et affranchi par saint Éloi de Noyon, abbé du monastère de Solignac puis ermite en Limousin.
- Valentinien († 548), évêque.
- Virginie, ou Virgana, bergère poitevine, de Sainte-Verge.
- Yvoine, pénitent près d'Issoire.

#### Saints et bienheureux catholiques du jour
Saints et bienheureux catholiques :
- Ambroise Fernandez († 1620), bienheureux jésuite martyr au Japon.
- André Bessette († 1937), religieux canadien.
- Joseph Tuan († 1862), père de famille martyr au Tonkin.
- Knud († 1137) — ou « Canut » —, duc de Schleswig, prince danois, roi de Wagrie, martyr.
- Marie-Thérèse Haze († 1876), bienheureuse religieuse belge - fondatrice des filles de la croix de Liège.
- Lindalva Justo de Oliveira ( † 1993), bienheureuse religieuse fille de la charité martyre à Salvador au Brésil.
- Louis de Blois († 1566), moine et mystique flamand.
- Matthieu Guimera (it) († 1451), bienheureux franciscain compagnon de saint Bernardin de Sienne, évêque d'Agrigente.
- Raymond de Peñafort († 1275), religieux catalan - maître général des dominicains.

#### Saints orthodoxes
- Athanase d'Attalie († 1700), martyr.

### Prénoms[Où?]
Bonne fête aux Raymond et ses variantes : Raimond, Raimuncho, Raimuntcho, Ramon, Ramoun, Ramuncho, Ramuntcho, Ray, Raymonde, etc.
Et aussi aux :
- Aldric et ses variantes : Aldéric, Aldred (cf. 6 février, 7 février ou 23 juin pour le doublet féminin Audrey, Etheld(e)red(e)), Audric, etc.
- Cédric,[réf. souhaitée]
- Polyeucte (saint célébré le 7 janvier de l'ancien calendrier arménien mais le 9 janvier de la liturgie orthodoxe orientale et le 13 février du calendrier catholique, mort un 10 janvier ci-avant).
- Tillon et ses variantes : Théau, etc.
- Virginie, Virgana et leurs variantes, dérivés voire diminutifs suivants : Gigi(e), Ginger, Ninette, Nini, Ninie, Ninou, Niny, Verge, Vierge, Virginia, Virginien, Virginijus (au masculin balte, sinon Virgil(e) et ses variantes) Virginix, Vivir, etc. (voir aussi 15 décembre, depuis une nouvelle canonisation de 2003 ; voire 15 décembre et 14 janvier des Ninon et Nina).

## Traditions et superstitions

### Dicton
- « S'il gèle à la Saint-Raymond, l'hiver est encore long. »[30]

### Astrologie
- Signe du zodiaque : 17e jour du signe astrologique du Capricorne.